# فلاديمير شوكو
فلاديمير شوكو (بالروسية: Влади́мир Алексе́евич Щуко́ )، ولد عام 1878، في تامبوف في عائلة عسكرية، كان يعمل مهندسًا في الإمبراطورية الروسية وعضوًا في الحركة الكلاسيكية الروسية الحديثة في سان بطرسبرغ. أشتهر ببناء شقق ضخمة خالية من جميع ميزات الفن الحديث. بعد الثورة الروسية في عام 1917م، اقترب تدريجيا من أفكار العمارة الحديثة، ومع فلاديمير جولفر، وسّع مفهومه عن الكلاسيكية الحديثة. نجح كل من شوكو وجولفريك في الهندسة الستالينية قبل الحرب وعملوا على مشاريع كبرى مثل مكتبة الدولة الروسية ومحطات المترو في موسكو والمشاركة في المشروع غير المكتمل لقصر السوفييت. شوكو كان أيضا مصمم المسرح وتصميم المرحلة الثالثة في المسرح والأوبرا.
التحق فلاديمير شوكو بمدرسة العمارة في ليون بنوا في الأكاديمية الإمبراطورية الروسية للفنون في عام 1896، وتخرج منها في عام 1904.
كان تنفيذ أول مشروع حقيقي لهُ، عند عودته من إيطاليا في عام 1907، وكان مشروعه عبارة عن بناء واجهات مبنيين سكنيين متجاورين في جزيرة كاميني بسانت بطرسبرغ (مباني ماركوف، 1908-1910)، واشتهرت تصاميمه على الفور ونسخت من قبل زملائهِ المهندسين المعماريين وأدرجت كذلك في مناهج الكتب المدرسية في أسلوب الهندسة المعمارية الروسية. كان البناء، الذي يحتوي على أعمدة أيونية عملاقة يمتد على أربعة طوابق ويعلوه خمس، مصمم في زوايا متقنة، يستند إلى أسلوب عصر النهضة الإيطالية، حيث زين فلاديمير جدارًا مسطحًا خارج الرواق الرئيسي مع إضافة شعارات بينية منقوشة، وهو نمط أصبح شائعًا في العمارة الستالينية في عقد الثلاثينيات من القرن العشرين.

## وفاته
توفى في موسكو في 19 كانون الثاني/ يناير عام 1939.